# Nicole Richie
Nicole Camille Richie (geboren als Escovedo; Berkeley (Californië), 21 september 1981) is een Amerikaanse realitysoap-ster en actrice. Ze is de adoptiedochter van zanger Lionel Richie en Brenda Harvey.

## Biografie

### Paris Hilton
Ze werd bekend door de vele feestjes die ze afliep samen met haar beste vriendin Paris Hilton, met wie ze in 2003 ook begon aan de opnamen van The Simple Life, een reality-reeks waarin de twee proberen het land te doorkruisen zonder geld, overnachten bij 'gewone' mensen en zelf hun geld verdienen met simpele klusjes. Van deze succesvolle serie zijn tussen 2003 en 2007 vijfenvijftig afleveringen in vijf seizoenen geproduceerd.
In die periode bekoelde de vriendschap tussen Hilton en Richie, die elkaar al van kinds af aan kenden, waardoor zij maanden niet met elkaar spraken. Nu zouden ze naar verluidt weer op betere voet staan met elkaar. Terwijl Richie niet meer met Hilton wilde optrekken, nam ze steeds vaker deel aan feestjes met onder anderen actrice Tara Reid en actrice-zangeres Lindsay Lohan. Ondertussen speelde Richie ook enkele tv-rollen en verscheen ze regelmatig in talkshows.

### Problemen
Richie zat in 2003 in een kliniek om af te kicken van haar cocaïneverslaving. De oorzaak hiervan was, naar haar zeggen, dat ze niet genoeg aandacht had gekregen van haar ouders en daardoor een probleemkind was geworden. Nu zijn deze plooien gladgestreken. Eind 2003 begon ze met een dieet omdat ze door het afkickprogramma zou zijn aangekomen. Ondertussen veranderde ze haar kledingstijl, verloor ze haar 'trashy look' en werd ze een stijlicoon. Steeds vaker werd zij in modebladen afgebeeld. Maar ze vermagerde zienderogen, wat leidde tot speculaties dat zij aan anorexia zou lijden. Zelfs haar vader zei dat hij graag zou zien dat zijn dochter wat meer at.

## Privéleven

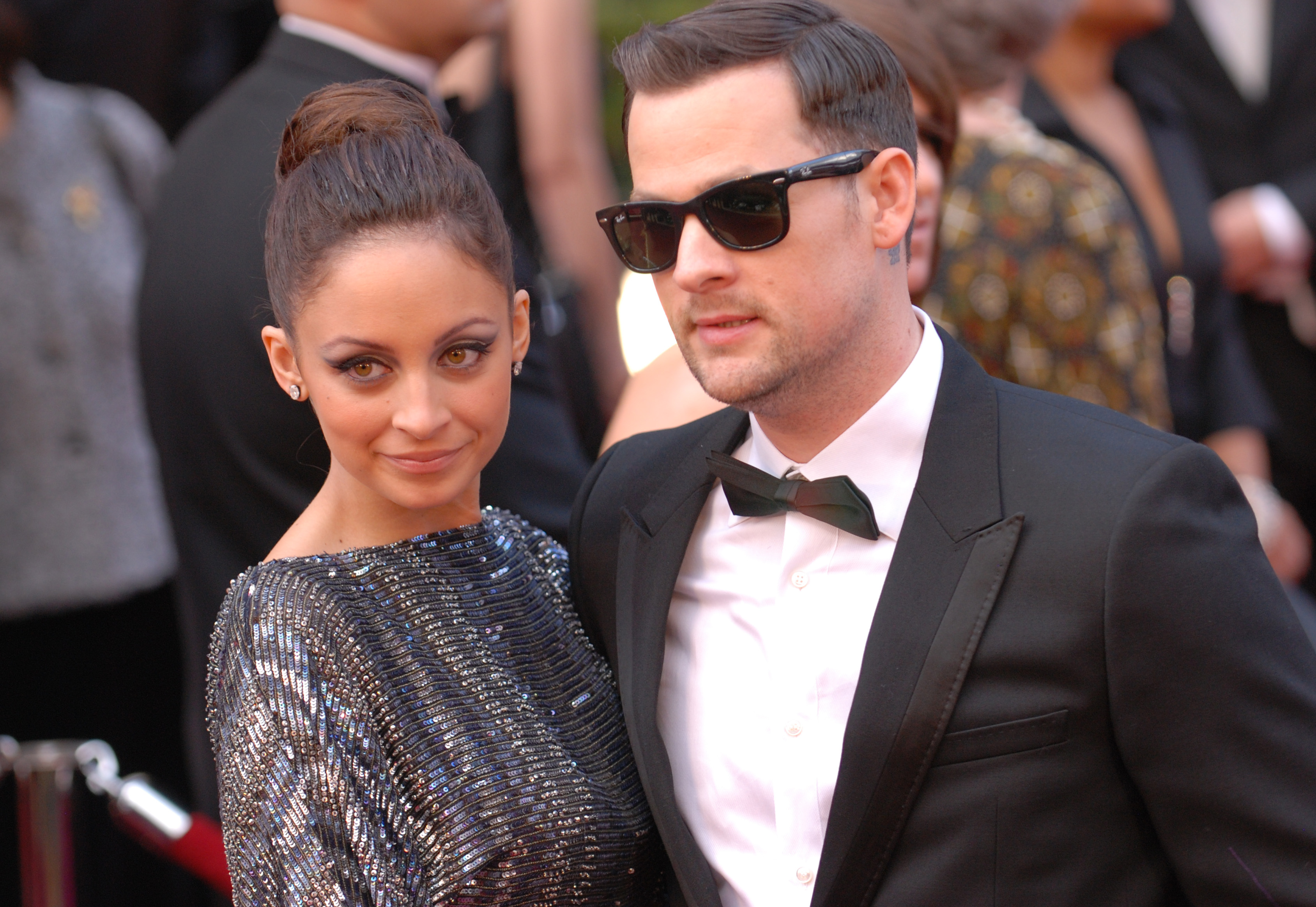
Nicole Richie en haar echtgenoot Joel Madden bij de 82ste Academy Awards.

Op 2 juli 2005 kondigde ze haar verloving aan met DJ Adam Goldstein, maar het koppel kondigde eind mei 2006 aan de verloving te hebben verbroken. In november 2006 kreeg ze een relatie met Good Charlotte-leadzanger Joel Madden. Het stel heeft twee kinderen: dochter Harlow Winter Kate Richie-Madden (Los Angeles, 11 januari 2008) en zoon Sparrow James Midnight Madden (LA, 9 september 2009). Richie en Madden kondigden in februari 2010 hun verloving aan en trouwden op 11 december 2010 op Lionel Richies landgoed in Los Angeles.
- Bibliothèque nationale de France: cb150753935 (data)
- Gemeinsame Normdatei: 1011884178
- International Standard Name Identifier: 0000 0001 1934 1946
- Library of Congress Control Number: n2006075135
- MusicBrainz: 7980d742-17cb-4671-a671-2ab8e43f165f
- Bibliotheek van het Japanse parlement: 01210125
- Istituto Centrale per il Catalogo Unico: VIAV147348
- Virtual International Authority File: 47053963
- WorldCat: E39PBJgCHWDpcFHJfxQydPJqwC